# 세계 언론 자유의 날

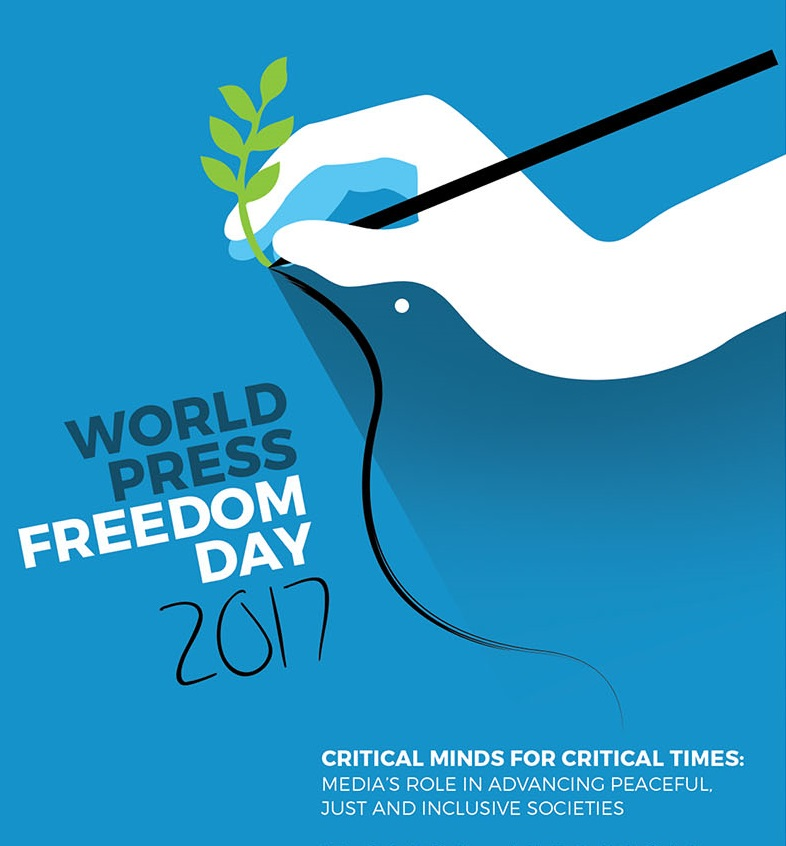

세계 언론 자유의 날(World Press Freedom Day)은 국제 연합 총회가 지정한 국제 기념일이다. 날짜는 5월 3일이다.
유엔은 유네스코의 추천을 받아 1993년 12월 20일 유엔 총회에서 많은 나라에서 신문과 다른 미디어에 대한 정부의 억압으로 언론의 독립성이 위협받고 있으며, 많은 저널리스트들이 일반인들에게 뉴스를 전달하기 위해 진실을 밝히는 와중에 생명마저 위협 받고 있다는 사실을 상기시키기 위해 매년 5월 3일을 세계 언론자유의 날로 선포하였다.

## 같이 보기
- 언론의 자유
- 탐사보도